# Agoncillo
Agoncillo és un municipi de la Rioja, a la regió de la Rioja Mitjana. El terreny és sedimentari per la confluència dels rius Ebre i Leza. L'únic aeroport de la comunitat, l'Aeroport de Logronyo-Agoncillo està situat dintre del seu terme municipal.
En 1953 es va segregar del municipi de Agoncillo, per a formar un municipi independent, el barri d'Arrúbal, un poble de colons que van comprar les terres que treballaven i que eren propietat del Marquès de Santillana. Amb això, es va interrompre la continuïtat del municipi de Agoncillo, que ara té un exclave amb les terres i casar de San Martín de Berberana.

## Història
Es creu que el nom de la localitat prové d'un antic assentament celtiber anomenat Egon situat als voltants. Agoncillo seria un diminutivo del terme anterior (Egon-ciello). Els vestigis més antics trobats en el municipi consisteixen en un soterrament tumular a la part alta de la Atalayuela (foresta de més de 420 msnm situat al sud del poble i a la seva la falda nord està situat el barri de les Bodegas), amb uns 60 individus amatents en posició fetal i amb el cap orientat cap al sud, amb aixovars de la Cultura del vas campaniforme de l'Eneolític (cap a 2000 - 1500 aC) i excavat l'estiu de 1970. A principis del segle xix es va trobar, al sud-est del municipi (terme de Barbarés), alguns miliaris de l'època romana (en l'actualitat algun d'ells es troba en l'església parroquial) que han estat datats en el segle iii dC., pertanyents a la calçada romana que discorria entre Cesaraugusta (Saragossa) i Virovesca (Briviesca). Finalment, a principis del segle xx, durant la construcció de la Base Aèria de Recajo, van aparèixer en la Dehesa de Aracanta inscripcions i restes d'una vila sota imperial, relacionada amb la mansió de Barbariana, citada en l'Itinerari d'Antoní.

## Política
En 2007 el Partido Riojano, qui ja governava el municipi en coalicción amb el Partit Popular, va assolir la majoria absoluta amb 5 escons, enfront dels 3 del PSOE i 1 del PP. Des de 1991 a 1999 el PSOE governava amb majoria absoluta. No obstant això aquest 1999 marca un punt d'inflexió en la intenció de vot del municipi, ja que, en la següent convocatòria electoral, el PR i el PP assoleixen el govern de l'ajuntament, confirmant-se aquest canvi de tendència de vot en les eleccions de 2007 amb la majoria absoluta del PR.